# Долна Митрополия
До̀лна Митрополѝя е град в Северна България. Намира се в област Плевен и в непосредствена близост до град Плевен. Градът е административен център на община Долна Митрополия. Долна Митрополия е обявена за град на 13 септември 1977 г., а през 1979 г. градът става център на селищна система. Първоначално в селищната система се включват 10 селища, а по късно през 1987 г. се реорганизира в община с 16 селища.
По данни на ГРАО към 15 юни 2023 г. в града живеят 3167 души по настоящ адрес и 3354 души по постоянен адрес.

## География
Община Долна Митрополия заема площ 674 814 дка в Централна Северна България. Обхваща част от долините на реките Дунав, Искър и Вит и хълмистите възвишения между тях. Граничи със следните общини: на изток – с Плевен и Гулянци, на запад – с Кнежа и Оряхово, на юг – с Плевен и Долни Дъбник. Северната и граница е с река Дунав. Община Долна Митрополия включва 16 населени места – 2 града и 14 села. Общински център е гр. Долна Митрополия и се намира на 10 км от областния център Плевен. Релефът е равнинен, с надморска височина 50 – 75 м, като в с. Оряховица тя е 50 м, а при гр. Долна Митрополия – 62 м. В геоложко отношение районът е част от Мизийската плоча.

## Климат
Климатът е умерено-континентален. Зимата е студена със средни температури от –2,2 °C като най-студен месец е януари. Лятото е горещо със средни температури през юли 23 – 25 °C. Средната годишна температура е 11,4 °C. Валежите са неголеми – около 500 mm годишно. Достигат максимум през късната пролет и лятото (май-юни) и минимум през февруари. Рядко се наблюдават градушки. Преобладаващите ветрове са с посока запад-северозапад – наричани горняк. Те носят най-много валежи. Духат още източни (долняк) и северни ветрове (севериняк). Рядко се наблюдава фьон. Мъглите са често явление, поради близостта на река Вит.

## Произход на името
- Има хипотеза, че името на града произлиза от латинското Mitra и polis, т.е. Митрополис (град на бог Митра). В подкрепа на твърдението е фактът, че култът към бог Митра е почитан много от римските войници, а недалеч (в с. Гиген) се е намирал лагерът на 5 Македонски легион. Легионът е бил настанен в римския град Улпия Ескус за отбрана на римската граница по Дунав.
- Преди Освобождението на България от османско владичество, Долна и Горна Митрополия са били наричани също „Нетропол“ или „Нетрополия“ – вероятно от „не трополи“.

## Антична история
На територията на Долна Митрополия има останки от няколко римски селища, но разкопки или археологически проучвания не са правени.
1. Най-голямото по площ селище се намира западно от града. Голяма част от него е под водите на трите микроязовира. Било е разположено на левия бряг на преминаващата от там малка бара. Съдейки по намерените римски монети от района на язовирите, селището е съществувало от I до IV век. При строежите на язовирните диги са открити стари погребения. Най-вероятно селището е загинало в края на IV век, когато през 376 г. през Дунав са преминали готите. Доказателство за това са последните монети от този период на императорите Валент, Валентиниан I и Грациан. Днес на повърхността се открива много битова и строителна керамика, както и монети. Южно от селището се е намирала Копана могила – сега разрушена. Няма данни при разрушаването на могилата да са откривани погребения, но вероятно е била свързана със селището.
2. Останки от сравнително по-малко римско поселение има северно от града в местността „Геранчетата“. Състояло се е от няколко къщи. Възможно е да е било селска ферма. Намирани са римски монети от II и ІІІ век на императорите Луций Вер и Херений Етруск. Открита е и красива бронзова статуетка на бог Бакхус – богът на виното и веселието. Мястото за заселване е избрано заради естествената питейна вода в местността. На юг от това селище се намира тракийска надгробна могила. Съдейки по откритите монети, селището загива около 250 г. когато готите на княз Книва нахлуват през Дунав в посока Улпия Ескус и опустошават провинция Мизия. Възстановено е за кратко през IV век. Монети от този период се откриват само в западната му част.
3. Останки от малко римско селище или ферма има източно от Долна Митрополия край фуражния завод, в непосредствена близост до старото корито на р. Вит. Разположено е на естествено високия западен бряг на реката. При строежа на фуражния завод са открити римски гробове с погребални дарове от глинени култови лампички. Днес на повърхността се намират парчета от римска битова и строителна керамика, стъклени съдове, монети, счупени бронзови фибули и бронзови пръстени. Откритите монети са от времето на Константин Велики и неговите синове. Открит е и анонимен фолис от X век.
4. Останки от римско селище югоизточно от Долна Митрополия, в района на водните кладенци и в близост до пътя София – Русе. Сравнително голямо. На повърхността се открива строителна и битова керамика, железни ковани пирони, фрагменти от стъклени съдове.

## Средновековна история
През времето на Първата българска държава, в близост до антично селище в местността Барата, възниква ново селище, което просъществувало до XI в. Най-старото българско село е било разположено в близост до чешмата на „Циганската могила“. Старото гробище вероятно не е било на сегашното място, тъй като стари християнски надгробни камъни са откривани в района северно от Барата при сегашното начално училище. За пръв път името на Долна Митрополия се споменава в официален документ през 1496 г.

## По-важни събития и дати
1515 – 1516 г. – поход на Мурза Татарина с 46 000 войска, който плячкосва Северна България – свидетел на събитията е йеродякон Атанасий, който в 1515 година записва: „Да се знае кога бе голем плен от татари от Дунав до планината“.
1641 г. – тежка зима, измират голяма част от овцете, биволите и конете, а хората гладуват и през лятото са принудени да скубят житото и ечемика, за да ядат зърното – събитието е отразено в един требник през същата година поп Богдан от с. Славовица.
1683 г. – турците са разбити при Виена, а отстъпващите войски се разбунтуват и отдават на грабеж – особено се влошава положението в Плевенския край.
1689 г. – турският султан извиква на помощ срещу Австрия кримските татари на хан Селим Герай. Когато минават през Северна България започва нечуван грабеж и безчестие в Плевенския край. При завръщането си от войната татарите повтарят безчинствата – събитието е отбелязано същата година върху осмогласник (октоих).
1737 г. – земетресение през месец май – авторът на приписката казва, че това става по време на панаира в Свищов по обед.
1741 г. – през тази година се навъждат много мишки и змии.
1752 г. – зимата е без сняг.
1754 г. – през месеците ноември и декември зимата е много студена и измира много добитък.
1793 – 1796 г. – време на кърджалийски набези, а Плевен става гнездо на кърджалийски орди. Има сведения, че към тях се присъединяват разбунтували се войнуци от село Пордим.
1795 г. – избухва чума в Плевенско – Софроний Врачански отбелязва: „То е лето удари една чума… и запали ся вся епархия и касабите и селата.“
1811 г. – настъпва голям глад.
1813 – 1814 г. – избухва нова чумна епидемия.
1836 – 1837 г. – избухва голяма чумна епидемия, която отнема живота на много хора. Дамаскин Хилендарец пише: „На 1837, месеца августа, 1 число, когато следува чумата у Плевен и Враца… и по всичките други градове и села… умираха на ден по 60 души." За чумата от 1837 г. споменава и френският учен Ами Буе.
1848 г. – избухва холера в Плевенско.
1856 г. – поради голямата суша посевите изгарят – в „Цариградски вестник“ се казва: „…идва ся намерува (хляб) по фурните. Сено няма, така и слама“.
1855 – 1864 г. – след Кримската война 1853 – 1856 г. в Плевенския край започват да се настаняват черкези, прогонени от русите от Западен Кавказ.

## Руско-турска война 1806 – 1812 г.
По време на руско-турската война от 1806 – 1812 г. генерал-майор граф Михаил Семьонович Воронцов се насочва към Плевен през октомври 1810 г. с около 3000 души пехота и 1000 конници с цел да си набави необходимите продоволствия. Водачи и преводачи във войската му са изселили се българи от Плевенско по време на кърджалийските размирици. Много местни българи се включват както в обоза на отряда, така и с оръжие. Воронцов превзема и разрушава Плевенската каменна крепост Керван сарай и се отправя към Ловеч и Севлиево. Разбунените села не остават без последствия за участието си на страната на руските войски. След оттеглянето на русите, от арабски и арнаутски банди пострадват селата Долна Митрополия, Гривица, Нежовец, Пелишат, Къшин, Кайлъшкият манастир и много други. 

## Руско-турска война 1877 – 1878 г.

### Руски войски край Долна Митрополия
Интересни сведения как е изглеждала Долна Митрополия при започването на Руско-турската война през 1877 г. дава руският свещеник Вакх Гурьев. Той съобщава, че е имало само няколко едноетажни къщи и полу-къщи, построени от кирпичени тухли и покрив от шистови плочи. Всички останали домове представлявали вкопани землянки, в които селяните живеели заедно със своите домашни животни. Имали г-образна форма и два входа – по един за хората и един за животните. На двора нямало никакви постройки, а вместо ограда били изкопани дълбоки ровове с високи валове. Вътре в землянката имало огнище, което служело за приготвяне на храната и за отопление. Понеже районът е слабо залесен, за гориво се ползвали царевични кочани и сух оборски тор.
През Руско-турската война 1877 – 1878 г. в района на Долна Митрополия са били разположени първоначално румънски, а след това значителни руски военни части.
- Южно от Долна Митрополия на 23 октомври/4ноември 1877 г. (стар/нов стил) пристигат и се разполагат на позиция 9 Сибирски и 10 Малоросийски гренадирски полкове (1-ва бригада от 3-та гренадирска дивизия), като част от 6-и обсаден район на генерал-лейтенант Ганецки. Към тях е придадена 3-та артилерийска бригада с 4 и 9 фунтови оръдия. В района са изградени четири люнета: Десен люнет, Люнет пред Копана могила, Ляв и Астрахански люнет. Те заедно с окопите между тях са представлявали втората отбранителна линия. На километър пред тях е изкопана друга редица от окопи и ложементи за пехотата, както и четири батарейни укрепления. Те са оформяли първата отбранителна линия. Полковите лагери са се намирали зад фронта на 2 – 3 километра в посока към Горна Митрополия (виж на картата). Основната задача на тези войски е била да преградят пътя на Осман паша при опит за пробив на блокадата в направлението Плевен – Горна Митрополия – Махалата (дн.гр. Искър) – Видин.
- Северно от Долна Митрополия (във връзка с обсадата на Плевен) на 23 ноември/5 декември 1877 г. (стар/нов стил) се разполага 1 бригада от състава на 5 пехотна дивизия – 18 Вологодски и 17 Архангелогородски пехотен полк, както и две оръдейни батареи към тях. Щабът и лазаретът на бригадата са настанени в селото. Лагерът на 18 полк е разположен северозападно от Долна Митрополия, а 17 Архангелогородски полк е разделен батальонно на три места: 1-ви батальон остава в селото, 2-ри батальон охранява заедно с румънци пътя към с. Победа, а 3-ти батальон близо до т.нар. Входящ редут (виж на картата). Руските и румънски войски са преграждали пътя за отстъпление на Осман паша по поречието на река Вит. На 6 декември, в присъствието лично на генерал Тотлебен, са проведени примерни маневри за удържане противника в това направление.[6]

#### Битка край Долна Митрополия на 01.10.1877 г.
На 19 септември/1 октомври 1877 г. (стар/нов стил) в Долна Митрополия пристигат турски войски от дивизията на Ахмед Хивзи паша с цел фуражировка – т.е. ограбване на провизиите на местното българско християнско население. В този момент край Тръстеник се намират главните сили на Кавказкия корпус на генерал-лейтенант Крилов, а в Горна Митрополия авангардът им под командването на генерал-майор Чернозубов – общо 39 ескадрона и 28 конни оръдия. Узнал, че турците вече заемат Долна Митрополия, Чернозубов приближава, извежда батарея на позиция и завързва престрелка с тях. Не след дълго турците предприемат настъпление, но са спрени от огъня на спешените драгуни. През това време, научил за започналия бой, генерал Крилов пристига с основните сили от Тръстеник. Екатеринославските драгуни успяват с щиковете си да върнат противника в окрайнините на селото. Към 3 часа руският отряд започва да се оттегля. Дивизията на Ахмед Хивзи паша довършва фуражировката си и също се оттегля. В този бой турците губят 120 войници. 

#### Битка край Долна Митрополия на 10.12.1877 г.
На 28 ноември/10 декември 1877 г. (стар/нов стил) в 07.00 часа Осман паша преминава с войските си моста на р. Вит и опитва да извърши пробив на обсадата в района на Долна Митрополия. Турският аскер върви в гъсти редици, с наведени щикове и под прикритието на мъглата достига до първите окопи. В този момент дежурен е целият 9 Сибирския полк. Понесли тежки загуби, гренадирите отстъпват към втората линия окопи. Скоро на помощ се притичва 10 Малоросийски полк, но и той търпи огромни човешки загуби. Полето между Долна Митрополия и Копана могила е било осеяно с телата на убити и ранени гренадири от двата полка. В този критичен момент генерал-лейтенант Ганецки, началник на този сектор на обсадата, изпраща на помощ 12 Астрахански и 11 Фанагорийски гренадирски полкове, разположени в резерв до с. Горна Митрополия, както и 18 Вологодски и 17 Архангелгородски полк откъм Долна Митрополия. Турците не издържат на руския натиск и започват бавно да отстъпват към река Вит. Пробивът е овладян, а раненият Осман паша се предава в 14.00 часа с цялата си армия. Руските войски губят 1722 души в убити и ранени или 1 генерал, 57 офицери и 1664 нисши чина, като почти всички са от 3-та гренадерска дивизия. От тях броят на убитите и починалите след боя ранени достига 18 офицери и 542 нисши чина (редници и сержанти). Турските загуби се оценяват приблизително на около 6000 убити и ранени.

#### Паметници
- Братска могила на 12 нисши чина от 18 Вологодски пехотен полк и 1 артилерист от 6 батарея към 5 артилерийска бригада. Паметникът е построен веднага след Освобождението през 1879 г. с руски средства. Поставена е метална възпоменателна плоча. Войниците са погребани на самото бойно поле до Астраханския люнет. Днес паметникът се намира в гробищата на града и през 2015 г. е изцяло обновен от община Долна Митрополия. Към него води нова пътека, а около му е изградена мраморна площадка за посетителите.

- В центъра на Долна Митрополия е изграден паметник на Червения кръст на мястото на лазарета на 5 Пехотна дивизия (17 Архангелогородски и 18 Вологодски полк) участвала в Руско-турската освободителна война 1877 – 1878 г.

- Малко известен факт е, че веднага след подписването на Сан Стефанския договор от 1878 г., генерал Ганецки поставя въпроса за направата на паметник в чест на войниците загинали край Долна Митрополия. По негова молба и по решение на Плевенски окръг, участъкът земя около Копана могила е предоставен като “Безвъзмездна собственост на гренадирите". През 1881 г. е одобрен проектът на паметника, а през 1885, след като е изработен, е трябвало да бъде безплатно превозен от Москва до България. Московчани обаче решават паметника да остане в Москва и на 28 ноември/10 декември 1887 г. (десет години след битката при Долна Митрополия) е тържествено открит.

## Стопанска история
През 1860 г. населението ѝ наброява около 650 души. През това време в селището се активизира стопанската дейност – пряко свързана с плевенския пазар на зърнени храни. На 15.03.1919 г. е регистрирано коневъдно дружество „Черноглавка“.
Особено и важно място в историята на Д. Митрополия заема основаната от д-р Палаузов и проф. Асен Златаров производителна кооперация „Българска захар“ и пуснатата в действие фабрика на 30 юни 1930 г. През 1948 г. тя става държавна собственост. Кооперацията притежавала собствена електрическа централа в с. Койнаре, а през 1942 г. започва рафинирането на масла – основа на днешната маслена фабрика. През 1949 г. „Българска захар“ – Д.Митрополия става инвеститор за изграждане на първия фуражен завод в България.

## Висше военно въздушно училище
На територията на гр. Долна Митрополия се намира Висше военно въздушно училище „Георги Бенковски“. То е наследник на богатите традиции на българската авиационна школа. След Втората световна война, със заповед на командира на Въздушните народни войски, № 28/14 януари 1945 г., на летище „Враждебна“ край София се създава като самостоятелно учебно заведение НВУ „Георги Бенковски“, което през 1948 г. се премества на летище Долна Митрополия. През 1959 г. училището се реорганизира във Висше авиационно. Първият випуск летци с висше образование излизат през 1964 г. В този випуск е първият български космонавт Георги Иванов. От създаването си през 1945 г. до днес, училището е обучавало летци и авиационни специалисти за ВВС и БГА „Балкан“. Подготвени са кадри за ВВС на Алжир, Виетнам, Мозамбик, Никарагуа, Йемен, Сирия. От 1995 г. е възстановен приемът за девойки във ВВВУ „Г. Бенковски“. На територията на военното училище има Музей на въздухоплаването. От 1 септември 2002 ВВВУ „Георги Бенковски“ се преобразува във Факултет „Авиационен“ на Националния военен университет „Васил Левски“.
Подготвят се военни и граждански специалности:

### Военни специалности
- летец-пилот;
- щурман-управление на въздушното движение;
- щабни-ВВС;
- летателни апарати и авиационни двигатели;
- радиоелектронно оборудване на летателните апарати;
- авиационно въоръжение;
- авиационни електроприборни и автоматични системи
- комуникационни и навигационни системи;
- материално-техническо осигуряване

### Граждански специалности
- Автоматика, информационна и управляваща техника,
- Авиационна техника и технологии,
- Електроника

## Религия
Населението на Долна Митрополия изповядва източно православната религия. В центъра на града се намира православният храм „Св. Димитър“. Построен през 1935 г., а през 1937 г. е осветен. Първият свещеник на Долна Митрополия е Радослав Иванов. Църквата представлява умалено копие на храма „Св. Александър Невски“ в София, което я прави уникална. Извършвани са няколко частични ремонти – отстранени са течове, ремонтиран е големия купол на църквата, освежавания. През 2015 г. църквата е ремонтирана основно.
По традиция в деня, в който православната църква чества Димитровден, храмовото настоятелство на църквата, местната Община и свещеника в Долна Митрополия организират водосвет за здраве на жителите на града и раздават курбан.

## Митология
Съществува поверие, че във водите на язовир „Вълчовец“ (днес пресушен) живее змей, който пази населеното място и жителите му от унищожителни градушки и проливни дъждове. Змеят се снишава на земята, а духът му се рее из небето и гони облаците. И наистина в района на Долна Митрополия много рядко падат градушки. Това поверие е характерно за южните славяни, които вярват в съществуването на добри змейове, които, където се заселят, носят суша и пазят селото от други змейове.

## Детска градина
От 1952 г. в Долна Митрополия се полагат грижи и за най-малките жители. Тогава е основана първата детска градина. На 1 юни 1988 г. е построена и открита най-новата сграда на целодневната детска градина наречена ОДЗ „Здравец“. Тя е красива, удобна и просторна двуетажна сграда. Към градината има и детска ясла за най-малките деца. ОДЗ „Здравец“ разполага с обширен вътрешен двор с няколко детски площадки за игри на открито. Ежегодно се празнуват празниците Коледа и Баба Марта. Децата от детската градина участват редовно в съвместни тържества със СОУ Васил Априлов, изпълняват се рецитали, танци, забави и игри. Адрес: гр. Долна Митрополия, ул. Христо Ботев 4, тел. за връзка 06552 / 2337

## Училище
През 1885 г. е построена първата училищна сграда. Тя се състои от 2 учебни стаи, коридор и малка канцелария. В тези стаи са I и II отделение и III и IV отделение, обучавани от един учител. През 1920 сградата се разширява с още две стаи и коридор.
През 1921/1922 г. в Долна Митрополия се открива прогимназия, а през 1930 г. е построена напълно нова училищна сграда в центъра на селото (днешната сграда до киносалона). Тя има шест класни стаи върху площ от 11 декара. През 1970 г. е завършена новата (и настояща) училищна сграда за I до VIII клас. Новата сграда е с 14 стаи, обширни и напълно оборудвани кабинети. През 1989 г. основното училище прераства в ЕСПУ „Васил Априлов“ (Единно средно политехническо у училище). Всички ученици завършват VIII клас и получават работа в Учебно-производствен комплекс. От учебната 1990 ЕСПУ „Васил Априлов“ става СОУ „Васил Априлов“. От 1990 г. горният курс е трансформиран в Средно общообразователно училище с разширено изучаване на чужди езици и овладяване на професия „Администратор в туризма“. През 2004 г. е възстановено СОУ „Васил Априлов“, а от 2008 г. е средищно училище.

## Читалище
В гр. Долна Митрополия съществува „Народно читалище Просвета 1927 г.“ Читалището е основано на 22 март 1927 г. от група прогресивни учители и младежи: Донка Януцева, Здравка Кръстева, Здравка Маркова, Тодорка Йовчева, Йордан Ячев, Димитър Цоновски и Цветан Прокопов. Цветан Прокопов е и първият председател на Читалището. В зората на своето създаване, Читалището се помещавало в една от класните стаи на училището. Първоначално новосъздадената библиотека е с фонд от 48 книги, и се е помещавала в дома на Дамян Лазаров. През 1985 г. е построена и открита новата читалищна сграда. Към читалищната сграда е построен голям киносалон. В него Читалище „Просвета“ организира отделни постановки и концерти. Всяка Коледа се организира тържество където участват таланти от града. На тържеството има народни танци, рецитал и музика.

## Политика
- 1995 – Радослав Илиевски (Предизборна коалиция БСП, БЗНС Александър Стамболийски, ПК Екогласност) печели на първи тур с 61% срещу Цветан Николов (ОДС).
- 1999 – Таня Макавеева (ОДС) печели на втори тур с 57% срещу Радослав Илиевски (БСП, БЗС Александър Стамболийски).
- 2003 – Александър Печеняков (Коалиция за България) печели на втори тур с 53% срещу Таня Макавеева (ОДС).
- 2007 – Александър Печеняков (БСП) печели на втори тур с 56%.
- 2011 – Поля Цоновска печели на втори тур с 56% срещу Александър Печеняков (БСП).
- 2015 – Поля Цоновска печели на първи тур с 60,5%.

## Забележителности
- Паметник на Червения кръст на мястото на лазарета на 5 Пехотна дивизия участвала в Руско-турската освободителна война 1877 – 1878 г.
- Паметник братска могила на 13 войници от 18 Вологодски полк (от 5 Пехотна дивизия), загинали на 10 декември 1877 г.
- Паметник на загиналите войници от Долна Митрополия във войните за национално обединение.
- Църква „Свети Димитър“

- Паметник от 1877 г. на мястото на лазарета на 5 пехотна дивизия
- Обновеният паметник на 18 Вологодски полк
- Паметник на загиналите във войните
- Имената на загиналите във войните/вляво
- Имената на загиналите във войните/вдясно
- Църква „Свети Димитър“

## Редовни събития

### 7 януари – Ивановден
Всяка година на Ивановден се организира кукерски събор в центъра на града. От ранно утро, две кукерски групи от маскирани мъже, обикалят от дом на дом и със своите танци, игри и музика гонят злите сили. Кукерите носят здраве и берекет за предстоящата година. Празникът носи много радост за жителите, които се събират на градския площад и заедно с кукерите играят народни хора.
- Кукери с маски
- Кукери на площада в Д.Митрополия
- Кукери обикалят Д.Митрополия
- Кукери обикалят Д.Митрополия
- Кукери обикалят Д.Митрополия

### 1 април – Ден на приведения зет
На 1 април приведените зетьове на Долна Митрополия празнуват и то не на шега, а съвсем на сериозно. Празникът се нарича още „Ден на завряния зет“ и е „патент“ на НЧ Просвета 1927 г. Празнува се с концерт в киносалона на града ежегодно от 1984 г., когато приведените зетьове са били 127. Първото издание на този концерт е носел разтърсващото име „Прокуда“. То е било измислено от доайена Крум Календарски, който също е приведен зет в Долна Митрополия от Койнаре. Повече от половин век Крум Календарски води естрадно-сатиричния състав емблематичното име „Митрополитен“. Днес заврените зетьове са значително по-малко, но празникът продължава да се чества. Ежегодни участници на концерта са още вокалните групи "Бодра смяна” с ръководител Таня Христова и „Млади сърца“ към клуба на пенсионера в Долна Митрополия, както и буфосинхроничният състав „Митрополийски рози и бодли“
- „Митрополийски рози и бодли“
- “Митрополитен"
- Живко Димитров и Васка Русанова
- "Млади сърца”
- Ученици от СОУ „Васил Априлов“

### 5 май – Празник на детското танцово изкуство
От 2010 г. насам ежегодно на 5 май на площада на Долна Митрополия, под патронажа на НЧ Просвета 1927 и кмета на общината, се провежда Празник на детското танцово изкуство. На празника се представят танцови състави и формации от цялата област Плевен.